# Андремон
Андремон (др.-греч. Ἁνδραίμων) — персонаж древнегреческой мифологии. Упомянут в «Илиаде» (II 638) и «Одиссее» (XIV 499).
Отец Фоанта, сын Арета. Муж Дриопы, в другой версии муж Горги. Стал царем Калидона после Ойнея и Агрия. Его могила в Амфиссе (Локрида).